# Love & Hip Hop: New York
 Love & Hip Hop: New York (originariamente intitolato Love & Hip Hop) è la prima edizione del franchise televisivo di reality Love & Hip Hop su VH1. La serie è stata presentata in anteprima il 6 marzo 2011 e racconta la vita di diversi artisti a New York City (e nelle aree vicine, tra cui New Jersey e Yonkers), coinvolti nella musica hip hop. Il suo grande successo negli Stati Uniti ha portato alla produzione delle edizioni parallele di Love & Hip Hop: Atlanta, Love & Hip Hop: Hollywood e Love & Hip Hop: Miami. Inoltre sono stati prodotti e trasmessi diversi spin-off.
Il 4 novembre 2019, VH1 ha annunciato il ritorno del reality per la decima stagione, che è stata trasmessa in anteprima il 16 dicembre 2019. Il finale di metà stagione è andato in onda il 9 marzo 2020. L'11 maggio 2020 VH1 ha annunciato che gli episodi rimanenti sarebbero stati rinviati a data da definire a causa della pandemia provocata dal COVID-19.

## Cast principale
Qui sotto viene riportato l'elenco del cast principale che partecipa o ha partecipato al programma. 
- Yandy Smith-Harris
- Rich Dollaz
- Remy Ma[1]
- Erica Mena
- Kimbella Vanderhee
- Peter Gunz
- Mariahlynn
- Cyn Santana
- Joe Budden[2]
- Tara Wallace
- Mendeecees Harris
- Amina Buddafly
- Juju C.
- Safaree Samuels[3]
- DJ Self
- Bianca Bonnie

- Rashidah Ali
- Cisco Rosado
- Tahiry Jose
- Jonathan Fernandez
- Felicia Pearson
- Chrissy Lampkin
- Olivia Longott
- Juelz Santana[4]
- Cardi B[5]
- Jim Jones[6]
- Jaquáe
- Papoose[7]
- K. Michelle[8]
- Lil' Mo[9]
- DreamDoll[10]
- Hennessy Carolina[11]

### Composizione cast
Love & Hip Hop: New York ruota attorno alla vita quotidiana delle donne che lavorano nell'ambiente hip hop dominato dagli uomini. Le prime due stagioni si concentrano sulle lotte personali e professionali di quattro donne, due delle quali sono fidanzate di famosi rapper e due aspiranti artisti discografici. Le stagioni successive si sono estese includendo talent manager e produttori, DJ e conduttori radiofonici, stilisti, video vixen, modelle  e groupie . Lo spettacolo ha un tentacolare cast principale, composto prevalentemente da uomini del settore. Nel cast si sono uniti nelle scorse stagioni famosi rapper, cantanti e produttori come Remy Ma, Cardi B, K. Michelle, Lil' Mo, Jim Jones e molti altri.

### Ospiti
Nelle varie stagioni del reality hanno preso parte ad alcuni episodi diverse guest star. Qui sotto è riportato un elenco parziale degli ospiti.
- Fat Joe (8 episodi, 2016-2020)
- Fetty Wap (3 episodi, 2017-2018)
- Mo'Nique (2 episodi, 2014)
- Ray J (2 episodi, 2015-2018)
- Young Joc (2 episodi, 2015-2018)
- Rasheeda (2 episodi, 2015-2018)
- Lil Scrappy (2 episodi, 2015-2018)
- French Montana (2 episodi, 2016)
- Angie Martinez (1 episodio, 2011)
- Rico Love (1 episodio, 2012)
- Wyclef Jean (1 episodio, 2013)
- Nick Cannon (1 episodio, 2014)
- Snoop Dogg (1 episodio, 2014)
- Kandi Burruss (1 episodio, 2015)
- Charlie Murphy (1 episodio, 2015)
- Russell Simmons (1 episodio, 2016)
- Keyshia Cole (1 episodio, 2016)
- Ice-T (1 episodio, 2016)
- Quavo (1 episodio, 2016)
- Takeoff  (1 episodio, 2016)
- T-Pain (1 episodio, 2016)
- Samantha Phillips (1 episodio, 2018)
- Cardi B (1 episodio, 2019)
- Trina (1 episodio, 2019)

## Episodi
| Stagione         | Episodi | Episodi | Prima TV         | Prima TV         | Episodi speciali                 |
| Stagione         | Episodi | Episodi | Primo episodio   | Ultimo episodio  | Episodi speciali                 |
| ---------------- | ------- | ------- | ---------------- | ---------------- | -------------------------------- |
| Prima stagione   | 9       | 9       | 6 marzo 2011     | 2 maggio 2011    | —                                |
| Seconda stagione | 11      | 11      | 14 novembre 2011 | 23 gennaio 2012  | —                                |
| Terza stagione   | 14      | 14      | 7 gennaio 2013   | 1 aprile 2013    | —                                |
| Quarta stagione  | 14      | 14      | 28 ottobre 2013  | 27 gennaio 2014  | 24 ottobre 2013                  |
| Quinta stagione  | 17      | 17      | 15 dicembre 2014 | 30 marzo 2015    | 25 maggio 2015                   |
| Sesta stagione   | 14      | 14      | 14 dicembre 2015 | 7 marzo 2016     | —                                |
| Settima stagione | 16      | 16      | 21 novembre 2016 | 13 febbraio 2017 | —                                |
| Ottava stagione  | 18      | 18      | 30 ottobre 2017  | 26 febbraio 2018 | 18 ottobre 2017 18 dicembre 2017 |
| Nona stagione    | 16      | 16      | 26 novembre 2018 | 4 marzo 2019     | —                                |
| Decima stagione  | 14      | 14      | 16 dicembre 2019 | 9 marzo 2020     | —                                |

## Programmi correlati

### Edizioni parallele
- Love & Hip Hop: Atlanta (9 stagioni, 2012-presente)
- Love & Hip Hop: Hollywood (6 stagioni, 2014-presente)
- Love & Hip Hop: Miami (3 stagioni, 2018-presente)

### Spin-off
- Chrissy & Mr. Jones (1 stagione, 2012-2013)
- K. Michelle: My Life (3 stagioni, 2014-2017)
- Stevie J & Joseline: Go Hollywood (1 stagione, 2016)
- Leave It to Stevie (2 stagioni, 2016-2018)
- Remy & Papoose: Meet the Mackies (1 stagione, 2018)